# Cencosud
Cencosud S.A. — чилийская компания, один из крупнейших ретейлеров в Южной Америке.

## История
К концу 2006 года в структуру компании входили 34 гипермаркета Jumbo; 120 супермаркетов Santa Isabel; 239 супермаркетов Disco, Plaza Vea, Super Vea и Mini Sol; 50 магазинов домашней утвари Easy; 23 розничных магазина Paris; 20 торговых центров и 49 отделов банка Banco Paris. В общей сложности торговые площади занимали на тот момент 1,8 млн м2. Сеть обслуживала более 4,3 млн активных счетов по кредитным картам, выпущенным под брендами Más Jumbo, Más Easy и Más Paris.
К концу 2007 года компания открыла новые магазины в Чили, Аргентине и Перу, выкупила крупнейшую в Перу сеть супермаркетов Wong,, а также бразильского ретейлера GBarbosa.